# NGC 3820
NGC 3820 ist eine Spiralgalaxie mit aktivem Galaxienkern vom Hubble-Typ Sbc im Sternbild Löwe auf der Ekliptik. Sie ist schätzungsweise 269 Mio. Lichtjahre von der Milchstraße entfernt und hat einen Durchmesser von etwa 55.000 Lj.
Im selben Himmelsareal befinden sich u. a. die Galaxien NGC 3817, NGC 3819, NGC 3822, NGC 3825.
Das Objekt wurde am 29. April 1865 vom deutsch-dänischen Astronomen Heinrich Louis d’Arrest entdeckt.